# Скнилів (Золочівський район)
Скни́лів — село в Україні, в Золочівському районі, Львівської області.  
Скнилів належить до Красненської селищної громади. Населення становить 384 особи. 

## Географія
Скнилів розташований у західній частині Золочівського району. Відстань до райцентру становить 23 км, що проходить автошляхом місцевого значення. Відстань до найближчої залізничної станції Красне становить 7 км. Через село проходить місцева автодорога С140206 Красне — Чемеринці.
  

На півночі межує з селами Андріївка та Мала Вільшанка, на заході з селами Балучин та Русилів. Через село протікає річка Гологірка.

## Історія
За даними археології на території села, в урочищі Горб, на мисоподібному підвищенні правого берега Гологірки у XII–XIII ст. існувало поселення, яке, можливо, було боярською садибою. В межах садиби ще у 1863 році знайдено бронзовий енколпіон із дзеркальним зображенням, зібрано фрагменти кружальних горщиків.
Село Скнилів (лат. Sknylow, Sknielow, Sknilow) згадується у податкових реєстрах Белзького воєводства за 1531 рік та пізніших реєстрах 1536–1578 років.
У 1708 році в селі вже була власна парафія в складі Глинянського намісництва (пізніше деканату) та церква святих Кузьми і Дем'яна.
Скнилів позначений на мапах фон Міґа 1779–1783 рр., у той час тут була церква та водяний млин на річці.
Станом на 1880 рік в селі було 92 будинки, де мешкало 626 осіб. За віросповіданням: 537 — греко-католики, 56 — римо-католики, 33 юдеї, а за національною приналежністю — 524 русини-українці, 102 поляки. Римо-католицька парафія знаходилася в Глинянах, греко-католицька — у самому Скнилові та належала до Унівського деканату. До парафії Скнилів належала також Мала Вільшанка. В селі була церква святих Кузьми і Дем'яна, однокласна школа з руською (українською) мовою викладання (діяла з 1861 р.); працювала також позичкова каса з капіталом у 607 золотих ринських та водяний млин.

## Населення

### Мова
Розподіл населення за рідною мовою за даними перепису 2001 року:
| Мова       | Кількість | Відсоток |
| ---------- | --------- | -------- |
| українська | 384       | 100%     |